# Dourdan
Dourdan é uma comuna francesa situada a quarenta e quatro quilômetros a sudoeste de Paris, no departamento de Essonne na região da Ilha de França. Ela é a sede do cantão de Dourdan, a sede da Comunidade de comunas Le Dourdannais en Hurepoix e do setor pastoral de Dourdan.
Aldeia celta e depois cidade galo-romana, berço dos Capetianos e cidade real após o século X, a capital do Hurepoix, Dourdan é ainda hoje famosa por seu castelo do século XIII excepcionalmente conservado e de sua vasta floresta. Combinando patrimônio histórico e ambiental de qualidade, localizado nas portas da aglomeração parisiense a meio caminho entre a capital e Chartres, oferece um quadro de vida preservado e acessível, o que é apreciado, especialmente por Émile Zola ou Michel Audiard. Seus monumentos, seu museu e sua beleza natural torná-lo um local turístico importante para o departamento.
Seus habitantes são chamados Dourdannais.

## Geografia

### Comunas limítrofes
Dourdan está localizada na fronteira dos departamentos de Essonne e de Yvelines. Ela é também limítrofe do norte a oeste das comunas yvelinoises de Longvilliers, Saint-Arnoult-en-Yvelines e Sainte-Mesme. A nordeste fica a aldeia de Saint-Cyr-sous-Dourdan, a leste e a sudeste a de Roinville. O sul da cidade é limítrofe de Les Granges-le-Roi e ao sudoeste de Corbreuse.

### Transportes

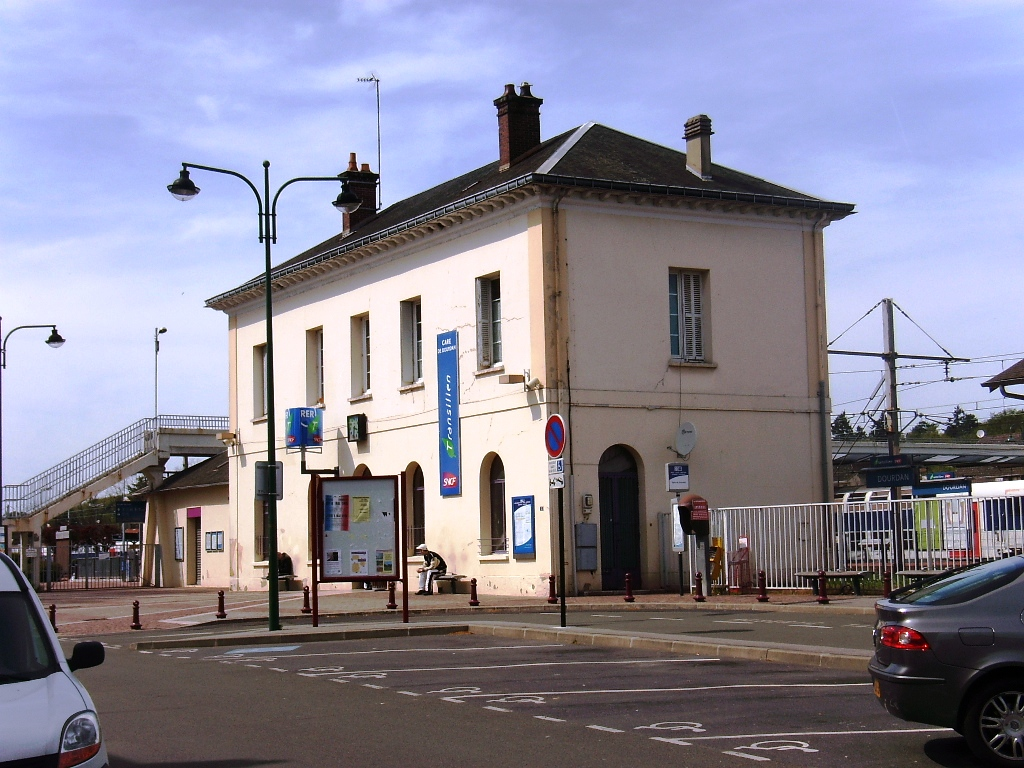
A estação de Dourdan.

Dourdan é atravessada por vários eixos viários, incluindo a auto-estrada A10 , no extremo noroeste de seu território. Um trevo permite o acesso em comum com Longvilliers. Duas antigas estradas nacionais de importância, hoje desclassificadas em estradas departamentais. Assim, a antiga RN 836 de Louviers a Étampes para Rambouillet atravessa a comuna de oeste para leste, sob o nome de route départementale 836. A antiga estrada nacional 838 tornou-se a route départementale 838 de Versalhes a Angerville a atravessa de norte a sul através do centro da cidade. Finalmente, a route départementale 116 de Sainte-Mesme a Arpajon evita-se o centro da cidade para formar um anel rodoviário pelo sul da comuna. É também o ponto de partida da route départementale 5 e da route départementale 149.
A comuna é também atravessada de leste a oeste pela via férrea da antiga linha Brétigny - Tours, agora tomada pela linha C do RER e pelo TER Centre-Val de Loire. A comuna tem também a estação de Dourdan servida por estas duas linhas e a Estação de Dourdan la Forêt, apenas para ser servida pelo RER C, que é um terminal. Atualmente, a comuna está bem conectada para Tours, Vendôme, Châteaudun e Paris Austerlitz pelo TER, Brétigny-sur-Orge, Juvisy-sur-Orge e todas as estações da linha RER C.
O aeroporto de Paris-Orly está localizado a trinta e quatro quilômetros ao nordeste, é diretamente acessível a partir das auto-estradas A10 e depois A6, o aeroporto de Paris-Charles-de-Gaulle está a sessenta e seis quilômetros de distância enquanto que o aeroporto de Étampes Mondésir para a aviação de turismo é apenas dezessete quilômetros.

## Toponímia
Dortenco em uma moeda merovíngia, Dordinga em 936, Dordingha em 956, Dordeneus villa em 936, Doringa em 956, Drodinga villa em 956, Dordingum em 986, Dordinchum em 1147, Dordentium em 1120, Dordanum em 1222, Durdactum em 1514, Dourdain, Dordan em 1174, Dordam em 1257.
O nome da comuna se explica pela ligação das palavras do original céltico Dor ou Dour que significava água ou rio e Dan que significava colina. No século IV, um rei pagão tinha o nome de Dordanus, ele teria eventualmente deixado o seu nome à comuna.

## História

### As origens
Após a descoberta dos túmulos pré-históricos, é possível colocar a primeira presença humana em Dourdan, em torno do século VI a.C.. História certificou que Dourdan começa certamente desde a época do povoamento pelos Celtas, como atestado pela etimologia de seu nome, Dour, significando a água e se relacionando com o Orge. O sítio era então situado na fronteira entre os territórios dos povos Carnutes e Parisii. Desde esta época, um oppidum foi construído em Dourdan, como evidenciado pela descoberta de ferramentas. Uma aglomeração secundária parece ser atestada para alguns desde o período galo-romano no sítio da comuna. Ela foi nomeada Dordincum e aproveitou a riqueza do solo em ferro e argila por se especializar na produção de olaria. No ano de 1975, uma necrópole galo-romana foi revelada no nível da antiga rue des Réservoirs em que o nome atual é rue de l'Aricostel.
No século IV, o rei pagão Dordanus ordenou a seu filho Mesmin para matar sua irmã Mesme, convertida ao cristianismo, na comuna vizinha yvelinoise que agora leva o nome de Sainte-Mesme. É agora uma santa católica e ortodoxa festejada em 7 de maio.
Até o início do IX, a cidade foi certamente devastada pelos Normandos.

### Dourdan e o domínio real

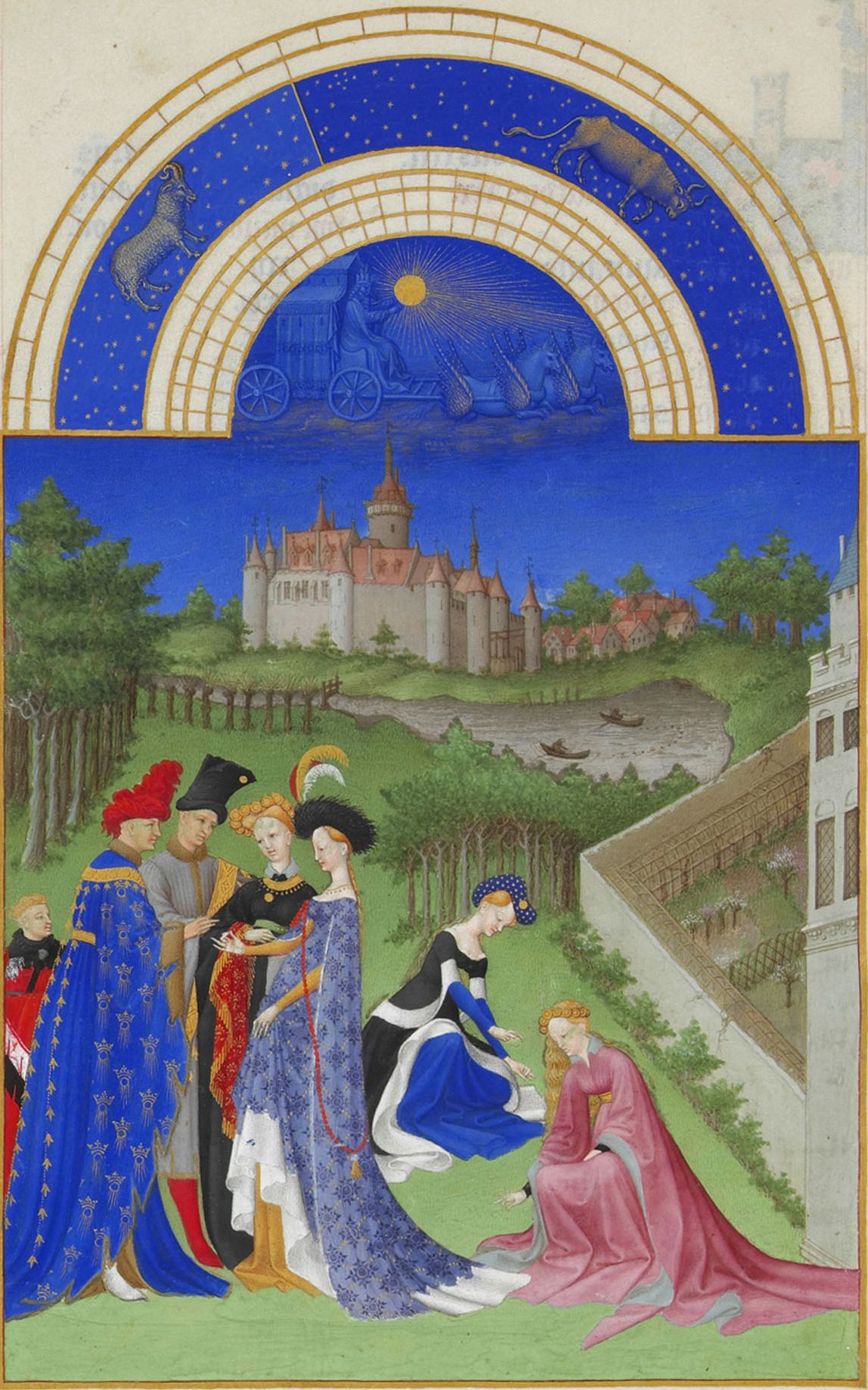
Possível representação do castelo na iluminura do fólio 4 (verso) do livro de horas de Les très riches heures du duc de Berry.

Localizada no eixo estratégico entre Paris e Chartres, Dourdan foi anexada aos reinos francos a partir do século VI. Uma primeira igreja foi fundada por Berta de Laon, mãe de Carlos Magno no século VIII. No final da época carolíngia, ela já dispunha de um castelo construído durante o século X. Este castelo e o domínio pertenciam então a Hugo, o Grande, duque dos Francos, que fez seu castelo de predileção e lá morreu em 16 juillet 956. Entretanto, sobre o ano 940 nasceu neste castelo Hugo Capeto, fundador da dinastia capetiana e coroado rei dos Francos em 987, com o apoio de Gerbert de Aurillac, futuro papa. Portanto, Dourdan pode ser considerado como o "berço da Casa de França", e, no mínimo, como uma cidade real atestado desde o século X.
O castelo original ainda existia sob Luís VI O Gordo e serviu de posição avançada ao rei para lutar contra os barões ameaçantes da região, em particular a poderosa família de Montlhery ou os senhores de Châteaufort e Chevreuse. Foi também um domínio de caça real apreciado pela sua cobertura florestal 1 700 hectares.
Em 1150 começou a construção da igreja Saint-Germain-l'Auxerrois, concluída no século XIII. Em 1163, Luís VII ficou em Dourdan. Perdido na floresta, ele atribuiu à providência divina sua capacidade de ouvir os seus companheiros e decidiu que a criação da abadia Notre-Dame de l'Ouÿe, hoje na comuna de Les Granges-le-Roi.
Foi em 1220 que Filipe Augusto decidiu construir um novo castelo, tendo o modelo do Louvre. De planta quadrada, protegido por quatro torres e um châtelet, com uma torre de menagem independente culminando em vinte e seis metros acima da corte. Rico, o domínio foi regularmente oferecidos em apanágio, primeiro com Branca de Castela e depois com Margarida da Provença por São Luís, a Luís de Évreux, João I de Berry, Sully, a favorita Anne de Pisseleu e finalmente Ana de Áustria. Em 1228, uma halle de madeira foi construída para sediar as feiras. O caráter real da cidade lhe permitiu assim de dispor de um "Hotel-Dieu" para acomodar os peregrinos. Por volta de 1340, foi concluída a capela Saint-Jean-l’Évangéliste.
Em 1314, após o escândalo da tour de Nesle, Joana II da Borgonha, a futura rainha da França foi internada no castelo.
O castelo de Dourdan, propriedade de João de Berry a partir de 1400, foi tomada pelas tropas de João Sem Medo em 1411 e voltou em julho de 1412. Ele pode ser servido, na mesmo época, de modelo para a ilustração do fólio 4 verso do livro de horas Les très riches heures du duc de Berry, que representa o mês de abril, mesmo se esta atribuição é contestada, alguns historiadores de arte de veem ao invés o castelo de Pierrefonds. É esse mesmo João de Berry que comandou no século XV a construção das muralhas da cidade.
Em 1428 durante os Guerra dos Cem Anos, a cidade foi sitiada pelas tropas de Richard Neville conde de Salisbury que danificou seriamente a igreja. Em 1430, Étienne de Vignolles dit La Hire, companheiro de Joana d'Arc foi preso no castelo, onde ele conseguiu escapar em 1432. Restaurada no final do século XV, a igreja foi novamente saqueada como o castelo durante as guerras de religião, particularmente em 1567 pelos huguenotes. Em 1591, nas mãos dos homens da liga, ele foi defendida contra as tropas do marechal de Biron. Em 1562, Henrique II decidiu vender a propriedade para o duque de Guise.

### Do século XVII ao século XIX, a mutação

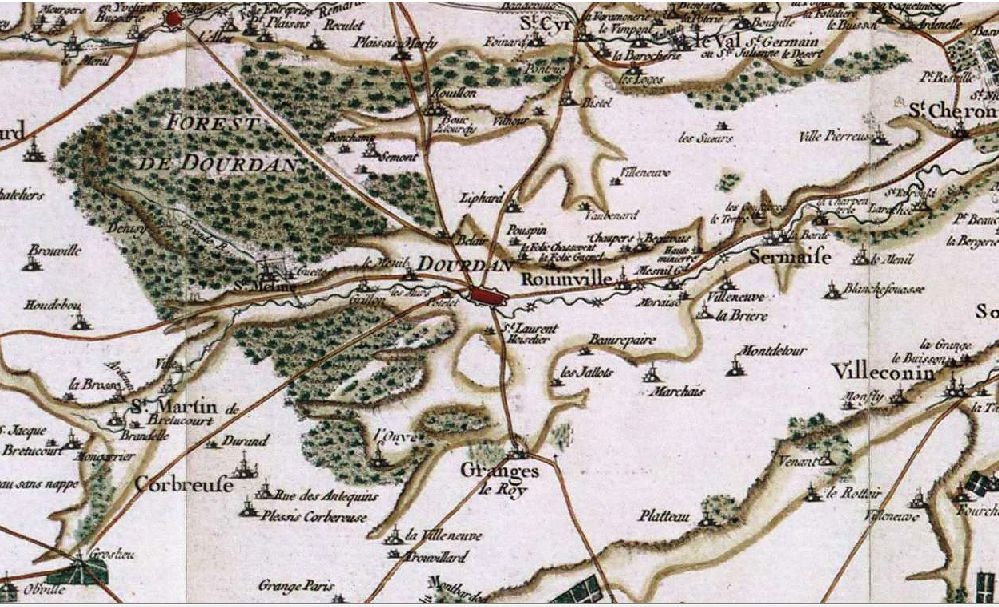
"Cartão de Dourdan," de acordo com Cassini.

Em 1608, Maximilien de Béthune, duque de Sully comprou o castelo e o renovou para fazer uma residência mais confortável, particularmente em reunir o dungeon com o resto do edifício. Em 1641, a igreja foi concluída por duas flechas assimétricas, e em 1689 pela capela da Virgem, que aumentou seu comprimento de quatorze metros.
No Predefinição:S-, pela vontade de seu filho Luís XIII, o domínio foi devolvido à rainha Maria de Médici. Ela fez uma residência secundária conhecida da época, mansões foram construídas tais como as folies Chassement ou Guenet. A economia se desenvolveu, além da olaria renomada por vários séculos, a indústria de bas de lã e de seda é colocado no lugar, graças nomeadamente à empresa Poussepin, pertencente à família de Marie Poussepin, madre superiora, a fundadora da ordem das irmãs hospitalárias de Sainville. Passado para a rainha Ana de Áustria, o castelo voltou para Filipe de Orleans que a tornou uma prisão real a partir de 1672.
Em 1725, Michel Jacques Levy, conselheiro do rei, construiu o château du Parterre, comprado em 1738 pela família de Verteillac, que aí fez o salão. Em 1764, o químico Antoine Lavoisier analisou a geologia dourdannaise depois de Étampes até Sainte-Mesme e Corbreuse. Entre 1766 e 1770, o hotel-Dieu foi completamente reconstruído graças às doações dos novos burgueses da cidade.

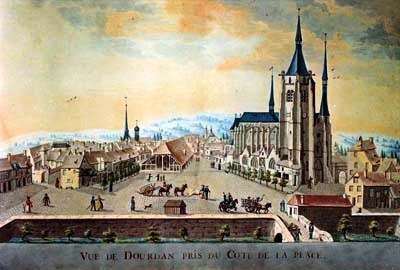
Vista do centro de Dourdan, no século XVII.

A Revolução, a igreja foi novamente devastada, fechada e transformada em um "Templo da Razão Vitoriosa" e, em seguida, na prisão. Confiscados como propriedade nacional, que foi devolvida para o culto somente em 1795. O castelo, de propriedade do duque de Orleans tornou-se uma prisão da cidade. O château du Parterre também foi entregue com os revolucionários e tornou-se um quartel.
Foi a principal cidade do distrito de 1790 a 1795.
No início do XIX, nova mutação, Dourdan, organizou uma concentração significativa de editoras especializadas em arquitetura, à origem dos primeiros catálogos, permitindo aos mestres de obras de escolher suas futuras residências na ilustração. Tornada distrito em 1790, a partir de 1800 e até 1967, a comuna foi a principal cidade de dois cantões, sucessivamente anexado aos arrondissements de Étampes, Rambouillet e de novo Étampes. Em 24 de agosto de 1806, Napoleão e a imperatriz Josefina visitaram a comuna. Em 1809, depois na íntegra em 1863, a prefeitura mudou-se para o château du Parterre. Entre 1836 e 1850 foi feita a halle de trinta e oito metros de altura e quatorze de largura. O castelo comprado em 1852 por Amédée Guénée, retornou em 1863 para Louis-Joseph Guyot, que o renovou.

### História moderna
Em 1901, a linha de Brétigny - Tours passando pela cidade e permitindo o acesso para a Gare de Paris-Austerlitz foi duplicado, melhorando as ligações. Então, em 1924, ela foi eletrificada.
Durante os dias sombrios da Segunda Guerra Mundial, quatro Dourdannais se ilustraram por sua humanidade, Marguerite e Roger Cadiou, Marthe e Charles Herbault, honrados com o título de Justos entre as nações.
Em 1961, o castelo foi vendido para a cidade, e depois doi classificado monumento histórico em 1964. Em 1963, fez geminação com a cidade alemã de Bad Wiessee. Em 1970, o hospital foi transferido para o local atual, mais adaptado que o antigo hotel-Dieu. Em 16 de junho de 1965, o presidente Charles de Gaulle visitou a cidade. Em 1 de janeiro de 1968, após a dissolução do Sena e Oise, Dourdan foi integrada à nova departamento francês de Essonne e abandonou seu antigo código postal, 78200. Em 1979, a chegada da linha C do RER entre as estações de Orsay e Les Invalides permitiu a ligação de trem entre Versalhes e Dourdan sem nenhuma alteração.
Depois de uma onda de valorização do património e comunal pela obtenção de uma classificação aos monumentos históricos, a cidade modernizou a sua imagem, com a adoção de um logotipo em 1991. Várias associações de geminação foram estabelecidas em 1988 com Troungoumbé no Mali, em 1989 com Lac-Mégantic no Quebec, em 1991 com Great Dunmow na Inglaterra e em 2013 com Montserrat na Espanha.

## Geminação
Dourdan desenvolveu associações de geminação com :
- Bad Wiessee (Alemanha), localizada a 726 km[12].
- Great Dunmow (Reino Unido), localizada a 390 km[13].
- Lac-Mégantic (Canadá) localizada a 5 323 quilômetros[14].
- Montserrat (Espanha) localizada a 1 040 km
- Troungoumbé (Mali)[15] localizada a 3 902 km

## Cultura e patrimônio

### Patrimônio ambiental

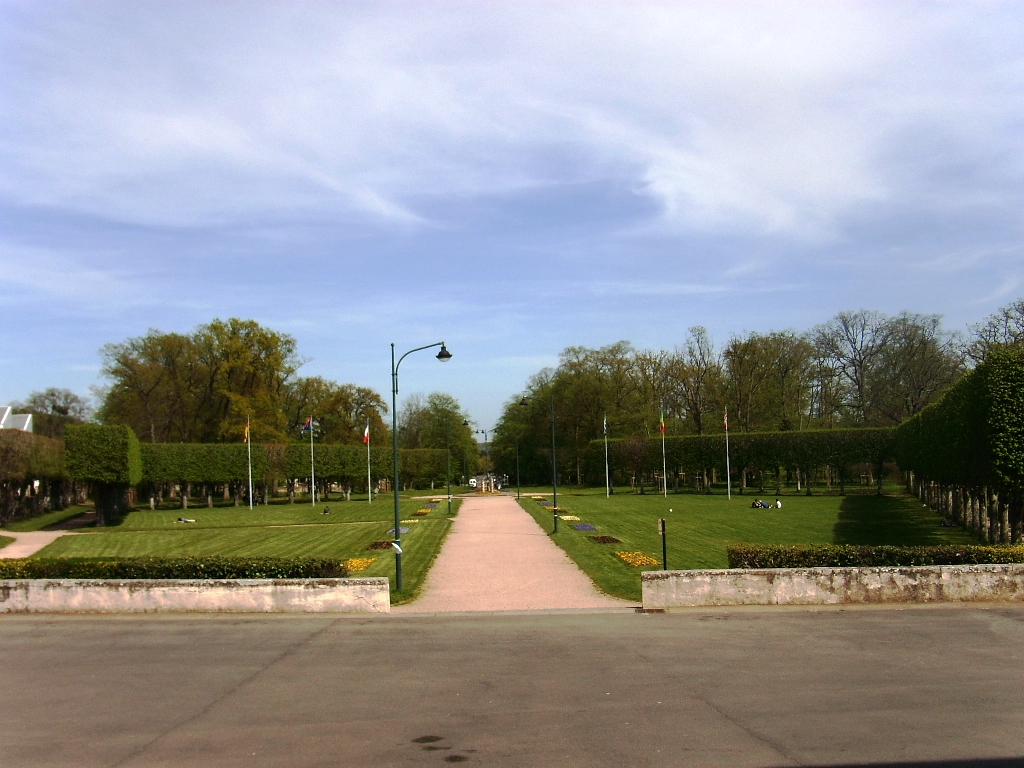
O parc François-Mitterrand.

Dourdan se beneficia de um ambiente natural preservado, combinando espaço agrícola e a vasta floresta de Dourdan, antiga floresta de caça real tornada dominial em 1870. Em uma área de 1 683 hectares dos quais 1 628 no território comunal separados pelo vale do Orge, ela é dividido em floresta de Saint-Arnoult ao norte e a floresta de l’Ouÿe ao sul. É principalmente cultivada com carvalhos, complementada por castanheiros, faias, carpinos, bétulas e pinheiros. Ao sul da floresta há um carvalho com idade de 500 anos, chamado de "chêne des Six Frères" ("carvalho dos Seis Irmãos"), composto de seis troncos na mesma cepa. As bordas do Orge e a floresta comunal foram identificadas como áreas naturais sensíveis pelo conselho geral de Essonne.
Dois fazendas importantes estão localizados na comuna, o parc municipal Lejars-Rouillon e o parc François-Mitterrand frente à prefeitura, vestígio do parc du château du Parterre, às vezes erroneamente atribuído a André Le Nôtre. A cidade é bem recompensada por três flores no concurso das cidades e aldeias floridas.
Os Trilhos de Grande Rota GR 1, chamada "Tour de Paris" passa pela comuna assim como o sentier de grande randonnée de Pays du Hurepoix, que liga o vale do Bièvre, ao do Essonne através do Yvette, o Orge e o Juine.

### Patrimônio arquitetônico

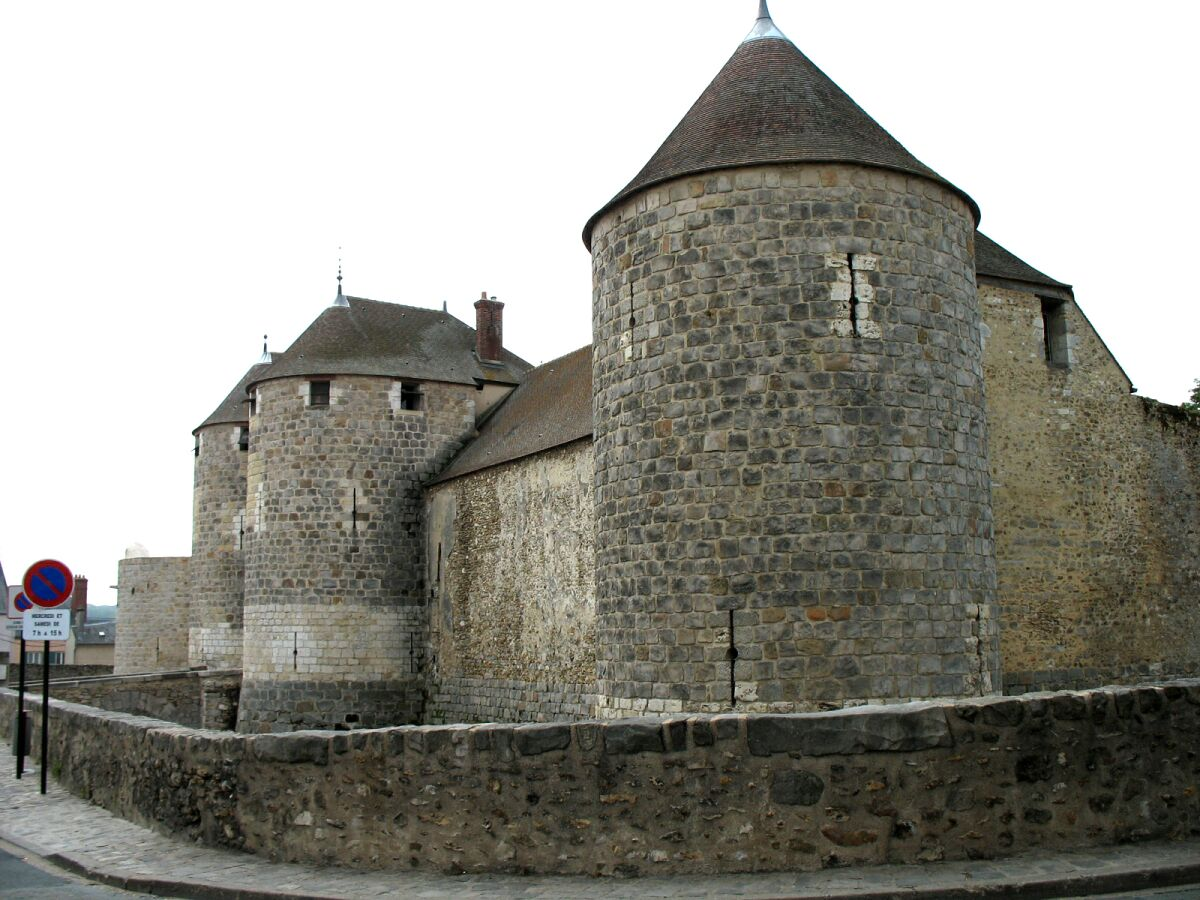
O castelo de Dourdan.
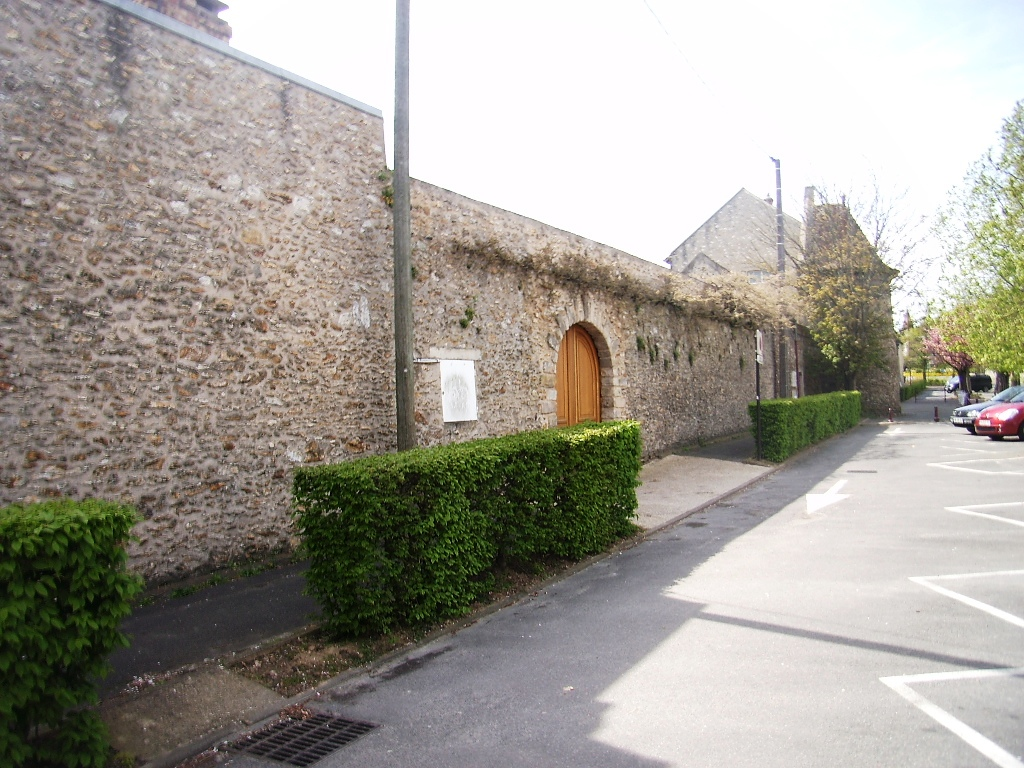
As muralhas da cidade, a avenida dos Aliados.
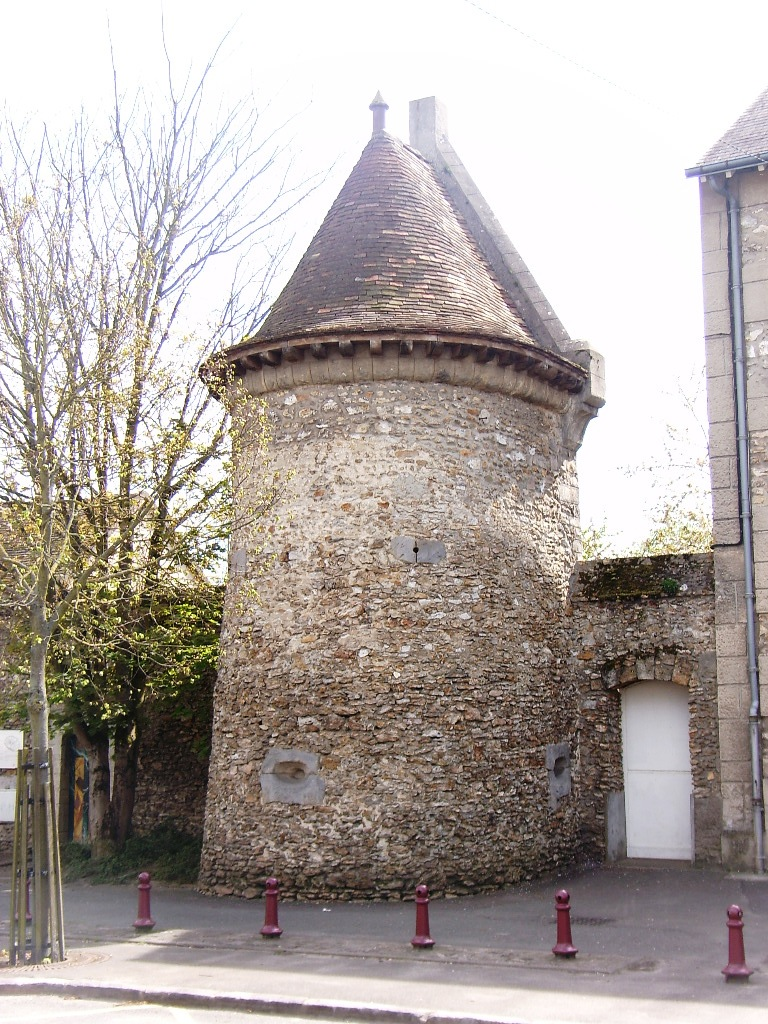
Velha torre de defesa da cidade.
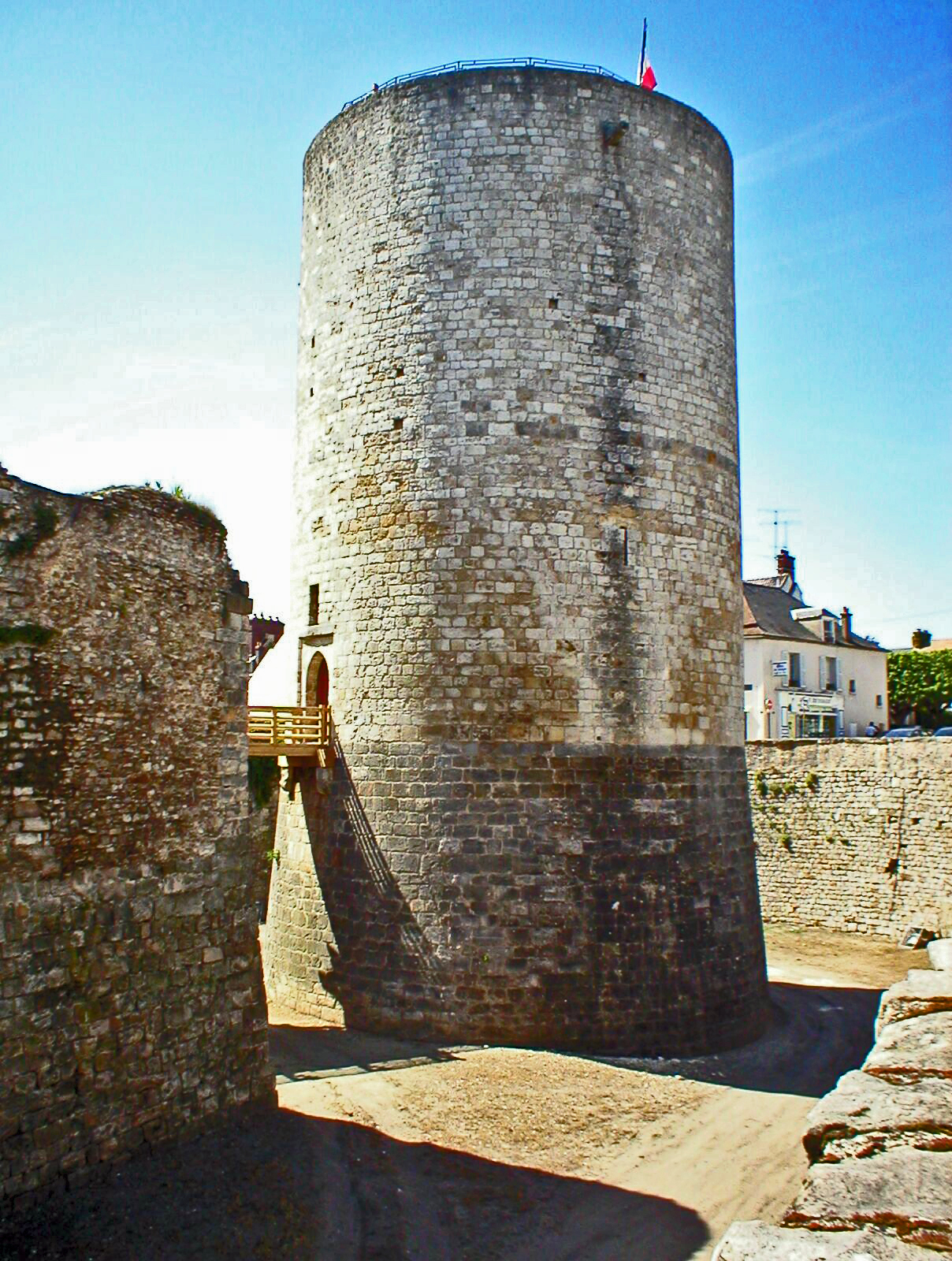
Calabouço do castelo.
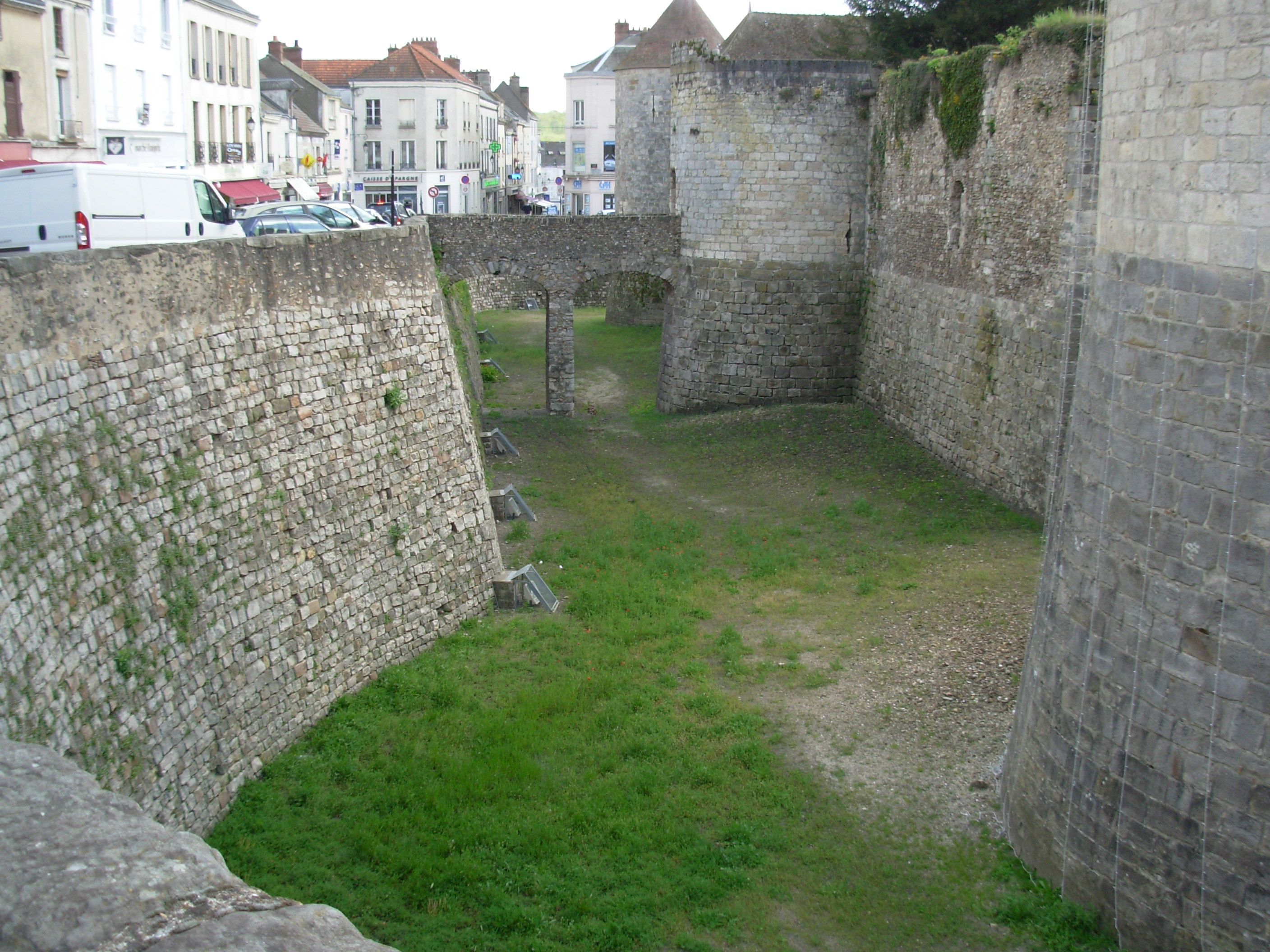
O fosso do castelo, rua de Chartres.

O patrimônio arquitetônico de Dourdan é rico e tem beneficiado nos últimos séculos de restaurações importantes garantindo hoje sua qualidade.
Em primeiro lugar, o castelo de Dourdan, construído no século XIII a pedido de Filipe Augusto, seguindo o modelo do Louvre medieval, uma planta quadrada com quatro torres de ângulo, um châtelet protegendo o acesso e uma masmorra característica da época pelo seu fosso próprio. Restaurado a partir de 1864 por Joseph Guyot (erudito e historiador, 1836-1924), foi vendido à comuna em 1961 e depois foi classificada monumento histórico em 1964.
A Idade Média também deixou à comuna as muralhas da cidade, à origem de 1 700 metros e defendidas por vinte e quatro torres, quatro portas (de Paris, Chartres, Étampes e do Puits des champs) e três portas falsas (Grouteau, Croix-Ferras e Petit-Huis). Hoje as únicas remanescentes são as partes ao norte, a oeste e a leste da comuna, duas torres no boulevard des Alliés, uma torre no sente Laubier e a torre do Petit-Huis rue de l’Étang.

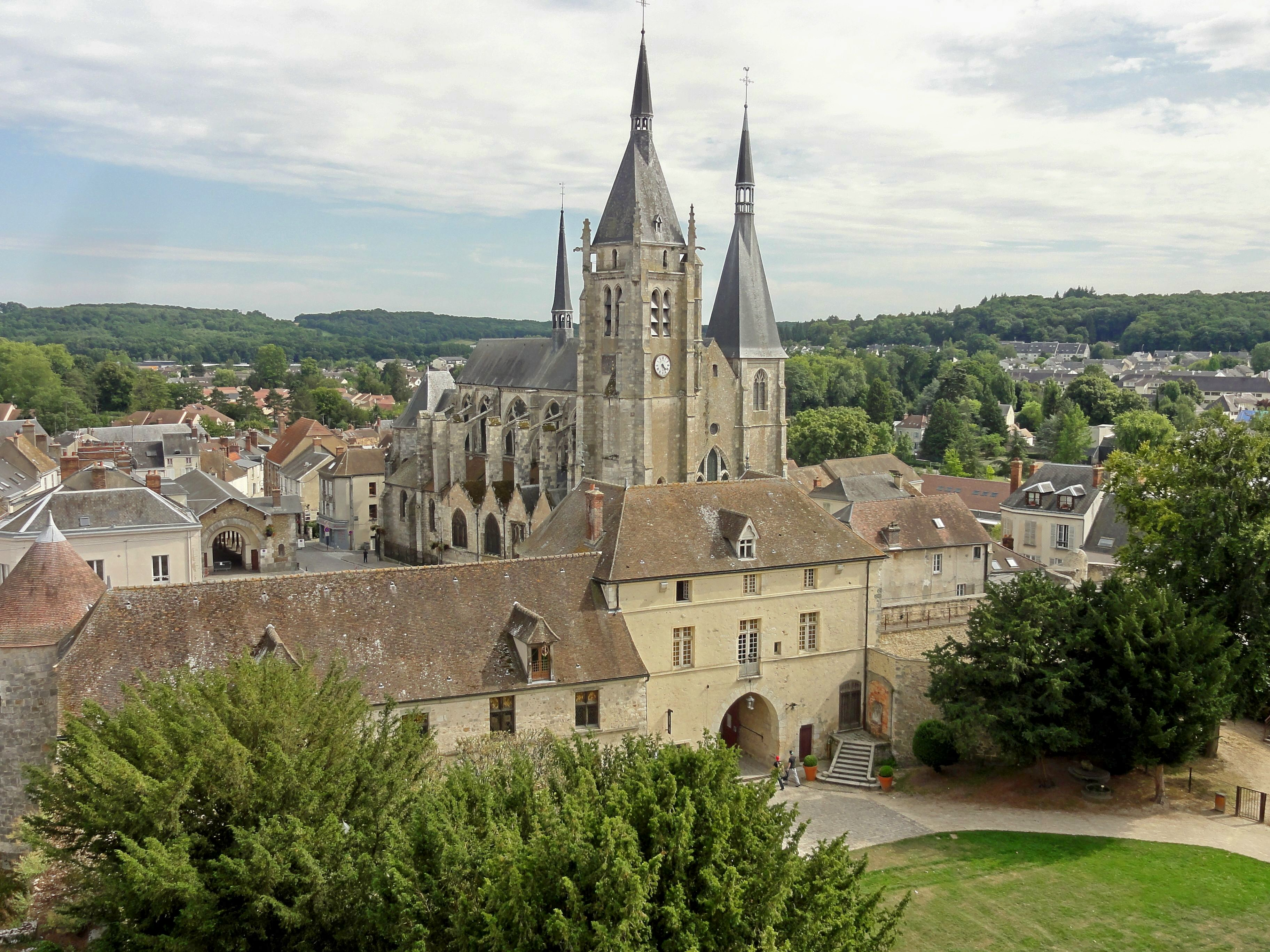
A igreja e o recinto do castelo de Dourdan, vista para o calabouço.
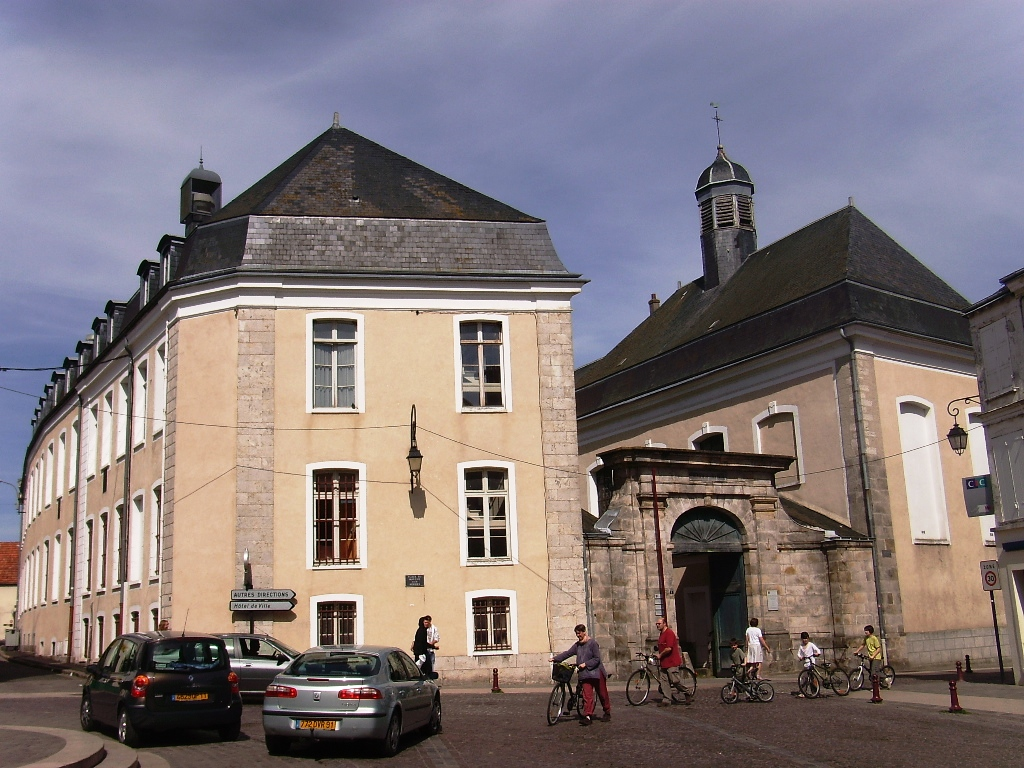
O Hotel-Dieu da cidade.
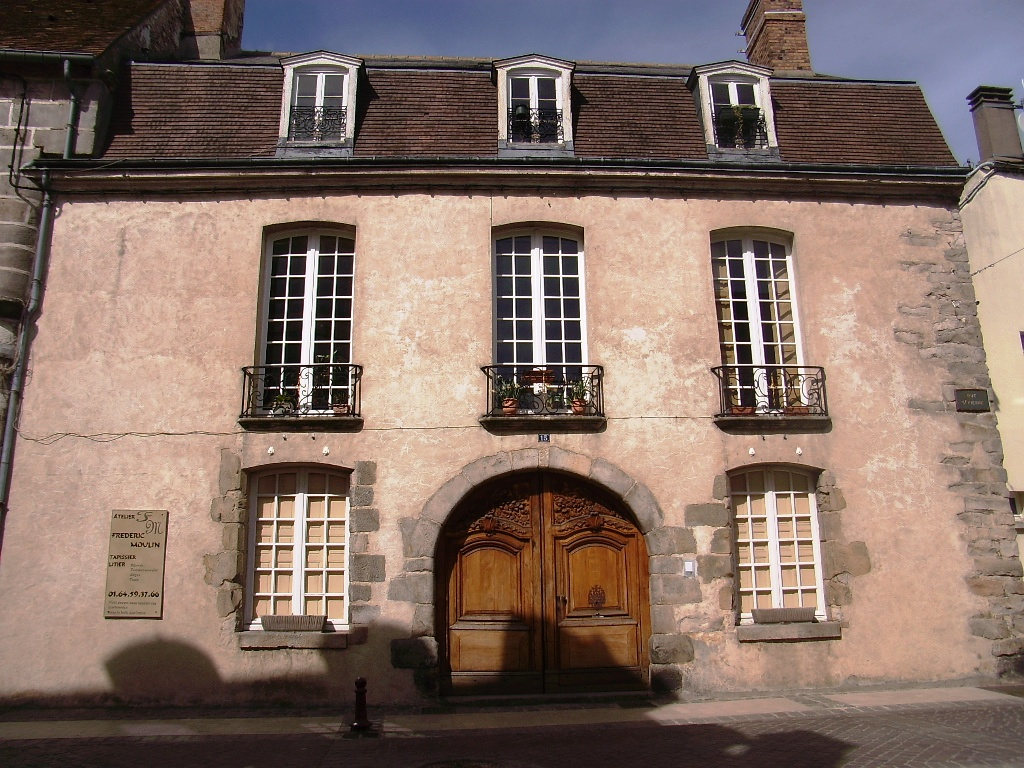
Edifício 15, rue Saint-Pierre.
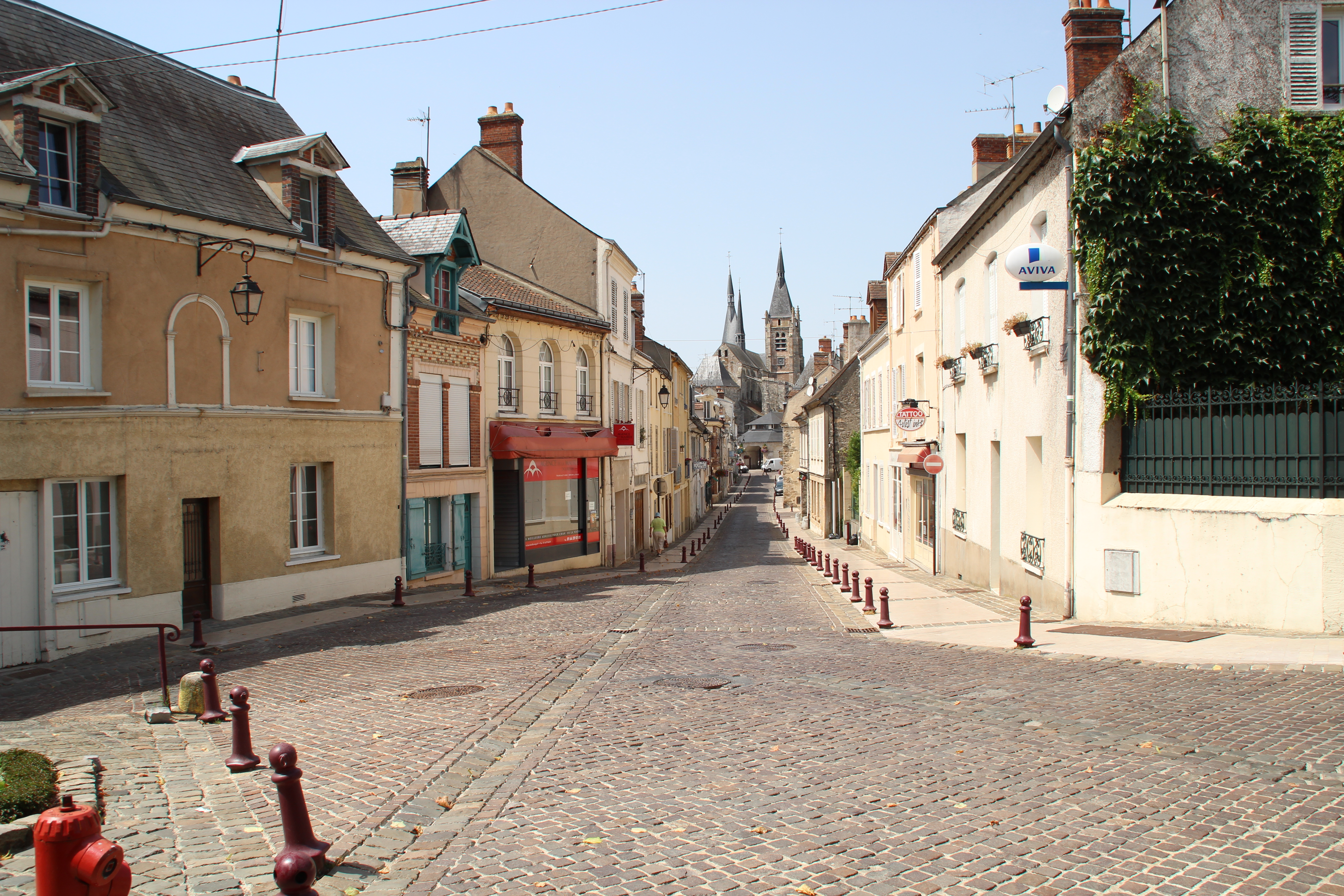
A rue Saint-Pierre.
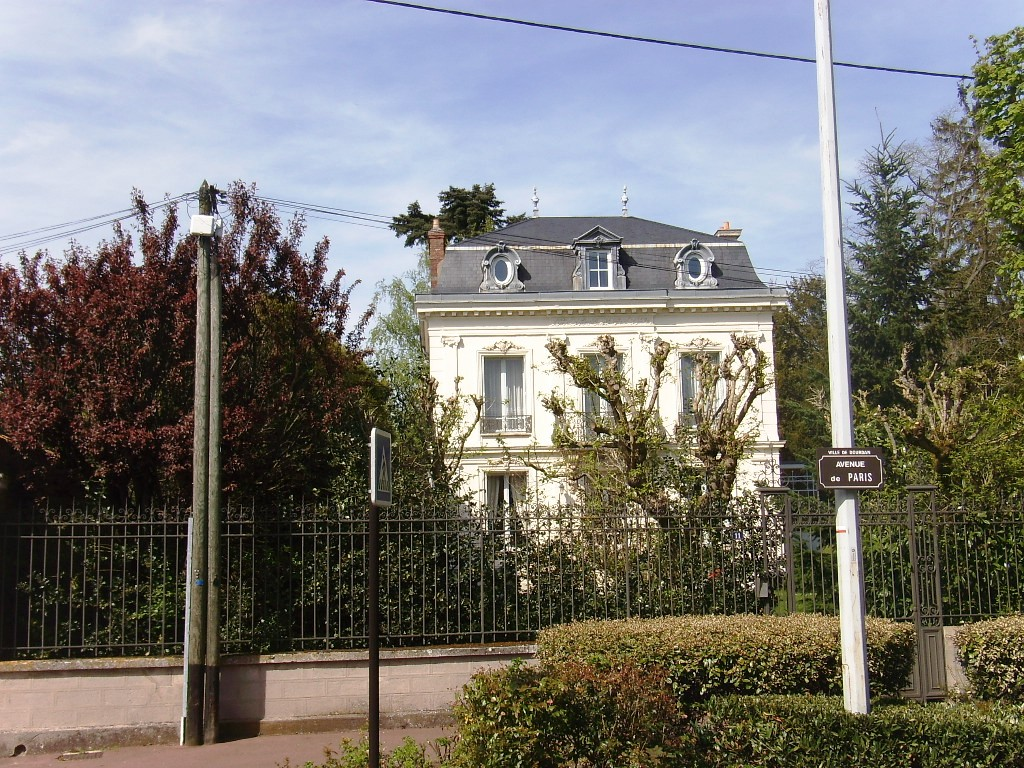
Restos de Charles Joliot rua de Paris.

### Personalidades ligadas à comuna

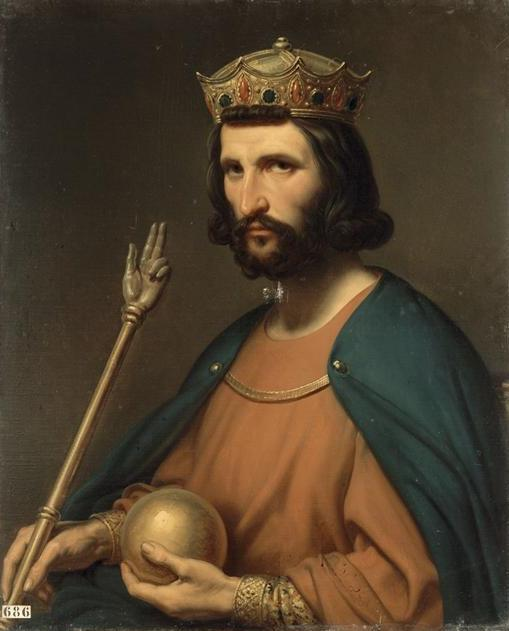
Retrato imaginário de Hugo Capeto, rei dos Francos.

Várias figuras públicas nasceram, morreram ou viveram em Dourdan :
- Mesme de Dordanus (?-?), dita santa Mesme.
- Hugo, o Grande (897-956), duque dos Francos e fundador da dinastia capetiana.
- Hugo Capeto (v.940-996), rei dos Francos.
- Gerbert d’Aurillac (v.938-1003), papa sob o nome de Silvestre II.
- Branca de Castela (1188-1252), rainha da França.
- Luís IX de França (1214-1270), rei dos Francos.
- Margarida da Provença (1221-1295), rainha da França.
- Joana II da Borgonha (1291-1330), rainha da França
- Maria de Médici (1575-1642), rainha da França.
- Ana de Áustria (1601-1666), rainha da França.
- Émile Zola (1840-1902), escritor.